# Graanmot
De graanmot (Sitotroga cerealella) is een vlinder uit de familie van de tastermotten (Gelechiidae). De wetenschappelijke naam van de soort werd gepubliceerd in 1789 door Olivier.
De soort komt voor in Europa.